# Tranh cãi Abraham Weintraub – Wikipedia

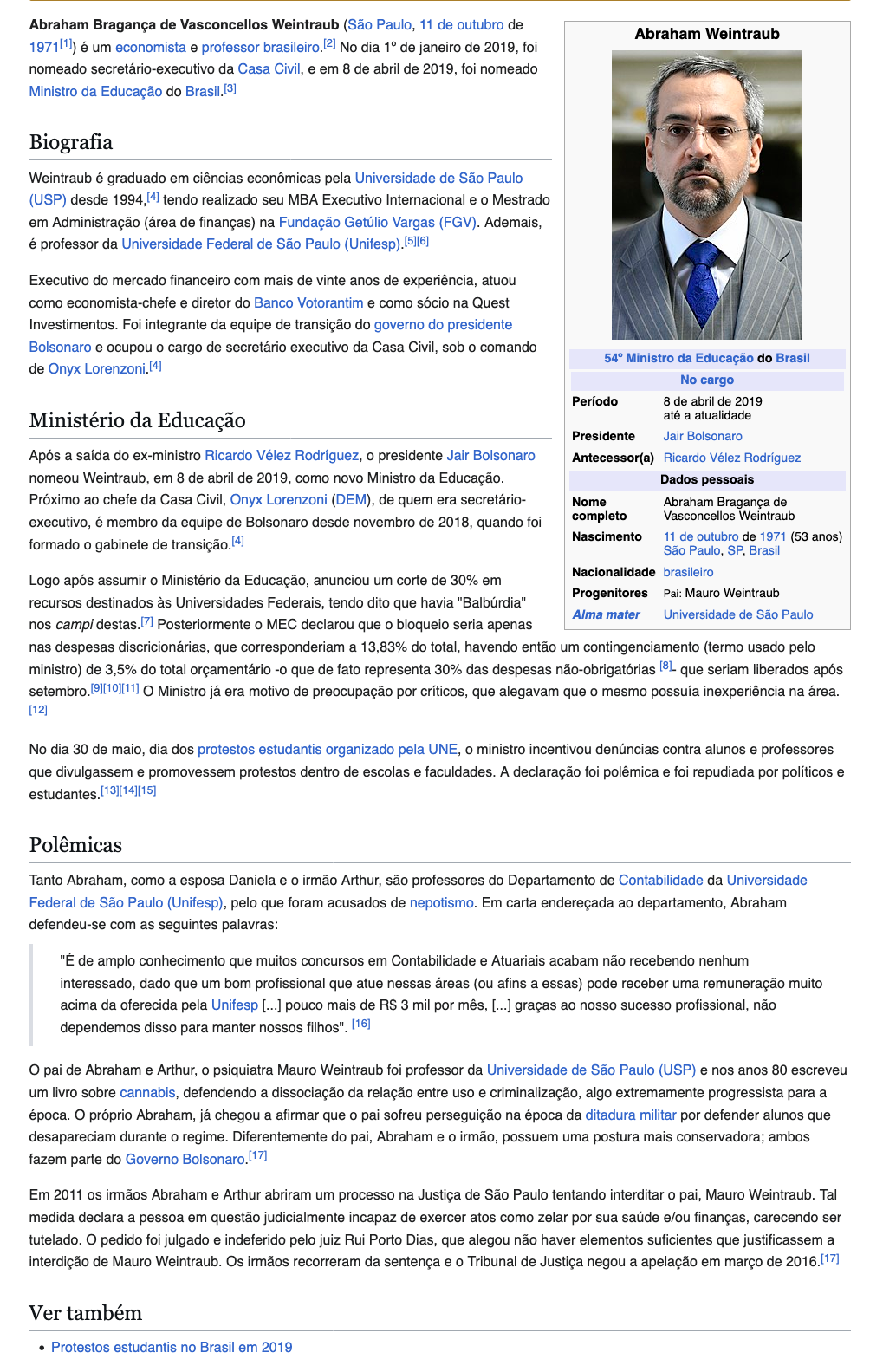
Trang Wikipedia tiếng Bồ Đào Nha về Weintraub vào tháng 6 năm 2019.

Tranh cãi Abraham Weintraub – Wikipedia đề cập đến các sự kiện xung quanh những nỗ lực của Bộ Giáo dục Brasil (MEC), dưới sự lãnh đạo của Bộ trưởng Abraham Weintraub, trong việc can thiệp vào nội dung trang Wikipedia tiếng Bồ Đào Nha viết về ông. Bài viết được tạo ra ngay sau khi Weintraub nhậm chức vào tháng 4 năm 2019 và đã ghi chép chi tiết về các tranh cãi trong sự nghiệp của ông. Vào tháng 6 năm 2019, Văn phòng Truyền thông Xã hội của MEC đã gửi thư điện tử cho một bảo quản viên Wikipedia yêu cầu xóa bỏ bài viết vì không thể chỉnh sửa nội dung. Sau đó, thư điện tử thứ hai đã được gửi vào tháng 8, đe dọa hành động pháp lý nếu trang không được mở khóa để chỉnh sửa.
Cuộc tranh cãi đã thu hút sự chú ý của truyền thông, gây ra các cuộc tranh luận trong cộng đồng Wikipedia và lên đến đỉnh điểm khi Hạ nghị sĩ Marcelo Freixo đặt câu hỏi về vấn đề sử dụng tài sản công cho mục đích cá nhân của Bộ trưởng Bộ Giáo dục. Weintraub về sau đã kiện Wikimedia Foundation, nhưng vụ kiện của ông đã bị bác bỏ vào năm 2023 do thiếu bằng chứng và không nêu rõ nội dung phỉ báng.

## Bối cảnh

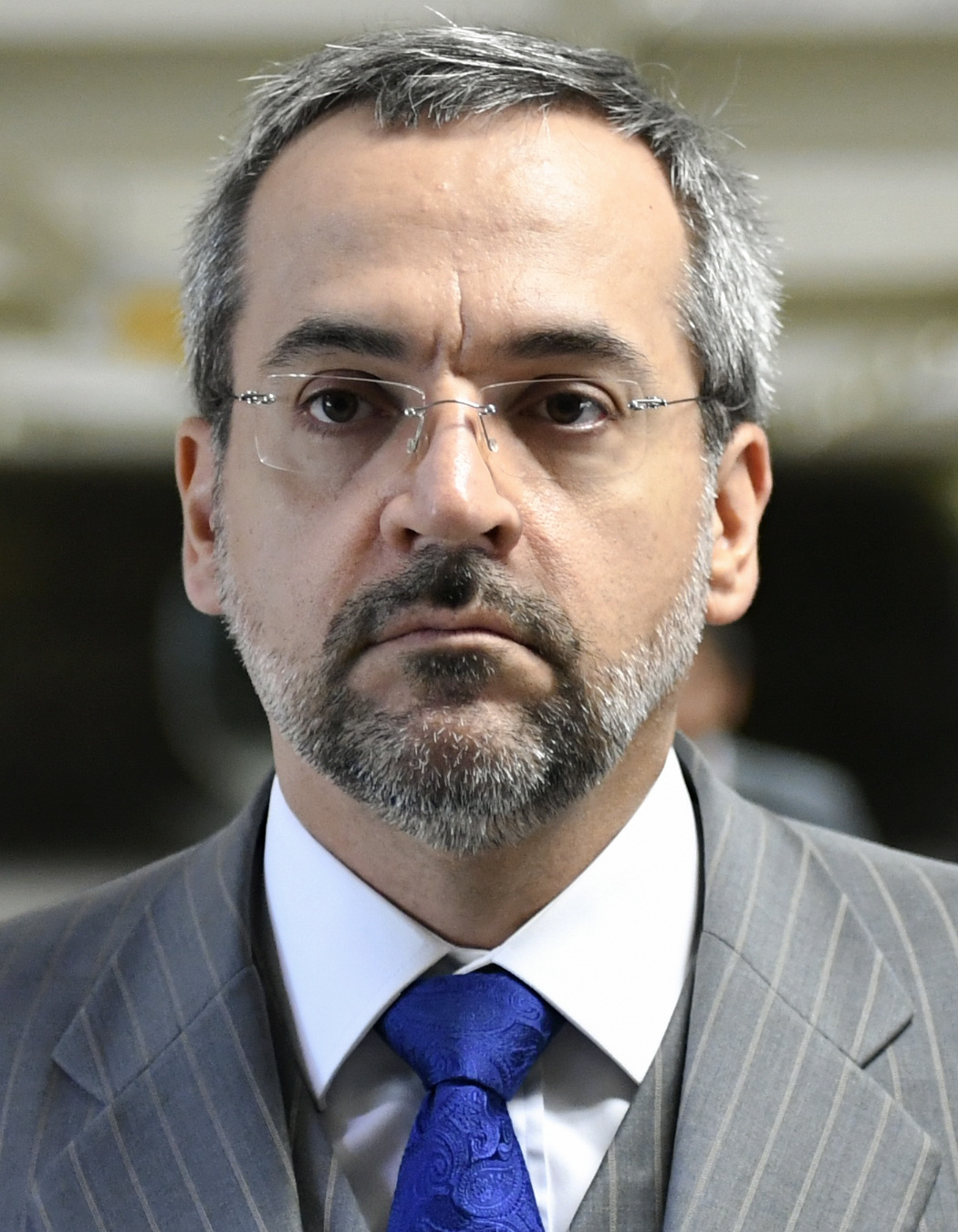
Weintraub vào năm 2019.

Vào ngày 8 tháng 4 năm 2019, Tổng thống Jair Bolsonaro thông báo trên Twitter rằng Abraham Weintraub sẽ kế nhiệm Ricardo Vélez Rodríguez làm Bộ trưởng Bộ Giáo dục Brasil (MEC). Khoảng ba giờ sau, một trang Wikipedia tiếng Bồ Đào Nha về Weintraub đã được tạo ra. Nhưng sau nhiều lần bị phá hoại, bảo quản viên Wikipedia tiếng Bồ Đào Nha Chronus đã phải khóa trang khỏi các sửa đổi từ những người dùng chưa tự xác nhận trong vòng 45 ngày. Cho tới ngày 27 tháng 6, bài viết đã đề cập chi tiết nhiều tranh cãi xoay quanh vị bộ trưởng này bao gồm nỗ lực bất thành của Weintraub và anh trai ông trong việc yêu cầu tòa án tuyên bố cha họ mất năng lực pháp lý, cáo buộc về chủ nghĩa gia đình trị liên quan đến chức vụ của ông và người thân tại Đại học Liên bang São Paulo, phát ngôn của ông về "sự hỗn loạn" ở các khuôn viên trường đại học liên bang, những đợt cắt giảm ngân sách mà ông áp dụng đối với các trường đại học và viện nghiên cứu liên bang, một video trên Twitter cho thấy ông tuyên bố MEC là nạn nhân của tin giả trên nền nhạc "Singin' in the Rain", lập trường của ông về các cuộc biểu tình của sinh viên phản đối chính phủ và lời kêu gọi tố cáo các giáo viên và sinh viên ủng hộ những cuộc biểu tình này.

## Thư điện tử

### Ngày 27 tháng 6
Vào ngày 27 tháng 6, Văn phòng Truyền thông Xã hội của MEC đã gửi thư điện tử cho Chronus yêu cầu xóa bỏ bài viết về Weintraub. Theo họ, trang này chứa "thông tin chưa được xác minh" có thể dẫn đến "các diễn giải mơ hồ" và biện minh cho yêu cầu này bằng việc "không thể chỉnh sửa" nội dung. Văn phòng này đã cố gắng chỉnh sửa bài viết nhưng các chỉnh sửa của họ đều bị hoàn tác. Vào ngày 1 tháng 7, Chronus đã đăng thư điện tử này lên diễn đàn Wikipedia tiếng Bồ Đào Nha, tìm kiếm sự trợ giúp từ các biên tập viên khác về hướng xử lý. Chronus cho biết ông không có ý định trả lời thư điện tử của bộ, vì mọi liên lạc nên được chuyển đến Wikimedia Foundation. Các biên tập viên đã đề nghị Chronus nên yêu cầu MEC làm rõ hơn về vấn đề này. Chỉ một giờ sau khi thông điệp được đăng trên diễn đàn, một biên tập viên đã đánh dấu trang của Weintraub là cần xem xét lại. Sự kiện đấy đã được tờ Estadão đưa tin, và đã khiến lượt xem trang hàng ngày tăng vọt từ dưới 200 vào ngày 26 tháng 6 lên hơn 23.000 vào ngày 4 tháng 7.
Trong khoảng thời gian từ ngày 1 đến ngày 4 tháng 7, đã có tổng cộng 25 chỉnh sửa được thực hiện trên trang của Weintraub, trong đó có việc xóa bỏ một phần "tranh cãi". Trên trang thảo luận của bài viết, các biên tập viên đã bàn luận về cách mô tả việc cắt giảm ngân sách do Weintraub thực hiện. Họ đã thảo luận để tái cấu trúc bài viết nhưng không xóa bỏ thông tin gây tranh cãi. Sau sự kiện ấy, các biên tập viên Wikipedia tiếng Bồ Đào Nha đã đưa ra một tuyên bố tập thể về cách thức hoạt động của Wikipedia và bày tỏ quan điểm về yêu cầu xóa bài viết của MEC, tuyên bố này được đặt ở vị trí nổi bật ngay trong chính bài viết.

### Ngày 13 tháng 8
Đến ngày 13 tháng 8, MEC đã gửi thư điện tử cho bảo quản viên Wikipedia tiếng Bồ Đào Nha Rodrigo Padula yêu cầu mở khóa trang để chỉnh sửa nhằm tạo điều kiện cho Weintraub "thực hiện quyền bào chữa và phản biện" của mình, đặc biệt nhấn mạnh rằng ông không đồng tình với cách mô tả các đợt cắt giảm ngân sách mà ông áp dụng trên trang. MEC đã đe dọa hành động pháp lý, khẳng định rằng nếu Wikipedia không phản hồi trong vòng năm ngày, điều này sẽ được xem là "sự từ chối tuân thủ yêu cầu này và dẫn đến việc áp dụng các biện pháp pháp lý thích hợp". Padula trước đó đã liên hệ với MEC về vấn đề này, cho biết anh đã đề nghị tổ chức một buổi thuyết trình và tổ chức đào tạo về cách hoạt động của Wikipedia để hướng dẫn và đào tạo cán bộ của MEC. Ngày hôm sau, Padula phản hồi thư điện tử hôm 13 tháng 8, giải thích các quy định của Wikipedia và sẵn sàng làm rõ cách thức hoạt động của nền tảng cho MEC. Anh sau đó cũng mở khóa trang, không phải vì thư điện tử mà vì cảm thấy rằng việc bảo vệ trang là không cần thiết. Tuy nhiên, sau khi các chỉnh sửa phá hoại mới xuất hiện, trang lại được khóa một lần nữa. Lúc này, Padula đã coi lời đe dọa của MEC là một hành động cố gắng kiểm duyệt.
Vào ngày 4 tháng 9, Hạ nghị sĩ Marcelo Freixo thuộc Đảng Xã hội chủ nghĩa và Tự do (PSOL) đã chính thức đệ đơn yêu cầu Bộ trưởng giải thích lý do tại sao văn phòng của bộ lại được sử dụng để can thiệp vào các vấn đề cá nhân của Weintraub trên Wikipedia. Trong một bài phát biểu tại Hội trường Hạ viện Brasil, Freixo đã nói về vụ việc: "Đây là một vấn đề nghiêm trọng, không phù hợp với tinh thần cộng hòa và hoàn toàn không xứng đáng với một vị trí như Bộ trưởng Bộ Giáo dục khi có một người như vậy, một người có những sáng kiến nông cạn và tầm thường". Đáp lại lời chất vấn của Freixo, Weintraub xác nhận rằng đã sử dụng nhân lực của MEC để cố gắng xóa bỏ bài viết về mình.

## Vụ kiện
Vào một thời điểm không xác định, Weintraub đã kiện Wikimedia Foundation vì bài viết về ông chứa "nội dung hoàn toàn phỉ báng", bao gồm thông tin về việc một trong những cố vấn cũ của ông đã cố gắng chỉnh sửa bài viết để phù hợp với quan điểm của vị bộ trưởng. Năm 2023, Tòa án Dân sự số 8 trực thuộc Tòa án Tư pháp São Paulo (TJ–SP) đã bác bỏ vụ kiện, cho rằng Weintraub không chứng minh được nội dung đó là sai sự thật, cũng như không thể chỉ ra – một cách tường tận từng luận điểm một – thông tin nào khiến ông cảm thấy khó chịu. Thẩm phán chủ tọa cũng bác đơn kiện.